# Hohes Moor (Kirchdorf)
Das Hohe Moor ist ein Naturschutzgebiet in der niedersächsischen Gemeinde Kirchdorf in der Samtgemeinde Kirchdorf im Landkreis Diepholz und in den Flecken Steyerberg und Uchte in der Samtgemeinde Uchte im Landkreis Nienburg/Weser.
Das Naturschutzgebiet liegt zwar bei Kirchdorf, wird aber verwaltet unter dem Namen Hohes Moor (Hannover) mit dem Kennzeichen NSG HA 159. Es ist 633 Hektar groß, wovon 515 Hektar auf den Landkreis Diepholz und 118 Hektar auf den Landkreis Nienburg entfallen. Das Gebiet ist nahezu identisch mit dem FFH-Gebiet „Hohes Moor bei Kirchdorf“.
Das Naturschutzgebiet liegt östlich von Kirchdorf in der Diepholzer Moorniederung. Es handelt sich um ein Hochmoorgebiet, das großflächig durch Handtorfstiche und industriellen Torfabbau genutzt wurde. In Teilbereichen sind Hochmoorreste erhalten. Die abgetorften Bereiche werden durch Wiedervernässung renaturiert.
In den Randbereichen und im südlichen Bereich des Naturschutzgebiets werden Flächen landwirtschaftlich genutzt. Die für Ackerbau genutzten Flächen sollen nach einer Übergangsfrist in Dauergrünland umgewandelt, das bereits vorhandene Grünland in der Nutzung extensiviert werden.
Im Nordosten des Naturschutzgebietes befinden sich Binnendünen zwischen dem Hochmoorgebiet und der Großen Aue. Hier sind Silbergrasfluren, Sandmagerrasen und Sandheiden zu finden.
Das Gebiet steht seit dem 24. Juni 1993 unter Naturschutz. Zuständige untere Naturschutzbehörden sind die Landkreise Diepholz und Nienburg/Weser.